# Antonello da Messina

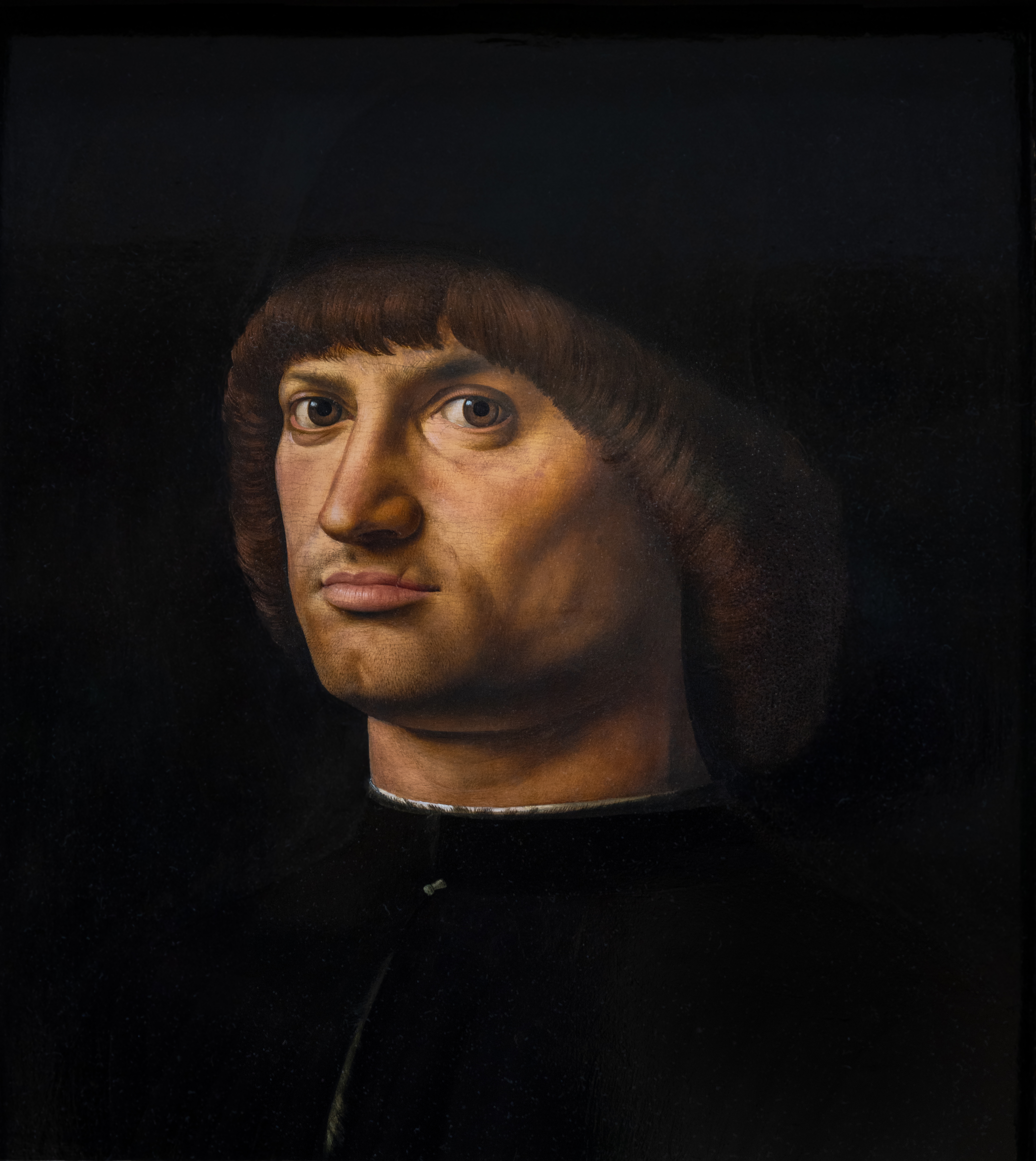
Portret van een man (Condottiere), 1475, Antonello da Messina

Antonello da Messina (Messina, 1430 – aldaar, 1479) was een Italiaanse kunstschilder. Zijn bekendste werken zijn Sint-Hiëronymus in zijn studievertrek (1460) en Portret van een man (1475).
Da Messina behoort tot de Italiaanse renaissance (Quattrocento).
Samen met Colantonio, mogelijk zijn leermeester, was hij in zijn land een pionier in de techniek van het schilderen met olieverf, ontwikkeld door Vlaamse kunstenaars, onder wie Jan van Eyck. Mogelijk verwierf hij zijn kennis daaromtrent in Napels, al zegt Vasari in zijn Levens van de grootste schilders, beeldhouwers en architecten dat hij het van Jan van Eyck zelf heeft geleerd. Een van zijn werken hangt in het KMSKA te Antwerpen, de Kruisiging van Christus.
De invloed van de Vlaamse kunstenaars is ook zichtbaar in zijn werk, zoals in de aandacht voor kleine details. Anderzijds verwerkte hij ook de idealen van de Italiaanse renaissance in zijn werk, met aandacht voor perspectief.
Antonello woonde zijn hele leven in Messina (Sicilië), toen een drukke havenstad van ongeveer 25.000 inwoners maar zonder de culturele uitstraling van andere steden in Italië. Hij verbleef wel korte of langere tijd in andere steden, zoals Napels, Rome en Venetië (tussen 1475 en 1476, waar hij onder andere een altaarstuk schilderde). Hij werd gevraagd om hofschilder te worden van de hertog van Milaan maar keerde terug naar Messina.

## Werken
Chronologische rangschikking (de jaartallen zijn bij benadering)
- Virgo advocata (1452), olieverf, 57 cm x 39 cm
- Vergine leggente (1460-1462), tempera en olie, 38,7 cm x 26 cm
- San Girolamo penitente (1460-1465), gemengde techniek, 39,9 cm x 30 cm,
- Visita dei tre angeli ad Abramo (1460-1465), gemengde techniek, 21,4 cm x 29,3 cm
- Vergine leggente (1461), olieverf, 43 cm x 34,5 cm
- Crocifissione (1463-1465), tempera, 39 cm x 23,5 cm
- Madonna col Bambino benedicente e un francescano in adorazione (recto), Cristo in pietà (verso) (1465-1470), tempera, 16 cm x 11,9 cm
- Ritratto d'uomo (1465-1470), tempera op paneel, 27 cm x 20 cm
- Ecce Homo (recto); San Girolamo penitente (verso) (1470), tempera, 19,5 cm x 14 cm
- Ecce Homo (1470), olieverf, 40 cm x 33 cm
- Madonna col Bambino (Madonna Salting) (1470), olieverf, 43,2 cm x 34,3 cm
- Ritratto d'ignoto marinaio (1470-1472), olieverf op paneel, 30,5 cm x 26,3 cm
- Ritratto di giovane (1472-1473), olieverf, 27 cm x 20,6 cm
- Sant'Agostino (1472-1473), gemaroufleerd[2], 46,5 cm x 35,5 cm
- San Girolamo (1472-1473), gemaroufleerd op hout, 35,7 cm x 31 cm
- San Gregorio Magno (1472-1473), gemaroufleerd op hout, 45,5 cm x 35,5 cm
- Madonna col Bambino e angeli reggicorona (1472-1475), olieverf, 114,5 cm x 54,7 cm
- San Giovanni Evangelista (1472-1475), olieverf, 105 cm x 33 cm
- San Benedetto (1472-1475), olieverf, 105 cm x 43,5 cm
- Crocifisso tra la Vergine dolente e san Giovanni (1473), tempera, 41,9 cm x 25,4 cm
- Polittico di San Gregorio (1473), tempera grasse[3] op hout
- Ritratto di giovane (1473-1474), olieverf, 35,5 cm x 25,5 cm
- Ritratto di giovane (1474), olieverf op paneel, 31,5 cm x 26,7 cm
- Ecce Homo (1474), olieverf, 36,7 cm x 28,8 cm
- Ritratto di giovane (1474), olieverf op paneel, 32 cm x 26 cm
- Ritratto d'uomo (1474), olieverf, 31,5 cm x 26 cm
- Annunciazione (1474-1475), olieverf op paneel, 180 cm x 180 cm
- San Gerolamo nello studio (1474-1475), olieverf op paneel, 45,7 cm x 36,2 cm
- Ecce Homo (1475), tempera en olieverf op paneel, 42,5 cm x 30,5 cm
- Crocifissione (1475), olieverf , 52,5 cm x 42,5 cm,
- Cristo benedicente (1475), olieverf, 38,7 cm x 29,8 cm
- Ecce Homo (1475), olieverf, 43 cm x 32,4 cm
- Ritratto d'uomo (Il condottiero) (1475), olieverf op paneel, 36,4 cm x 30 cm
- Ritratto d'uomo (Michele Vianello?) (1475-1476, tempera en olieverf, 30 cm x 24 cm
- Ritratto di giovane (1475-1476), olieverf op tablet gelijmd op multiplex, 27,5 cm x 21 cm
- Madonna col Bambino tra i santi Nicola di Bari, Lucia, Orsola et Domenico, (retabel San Cassiano) (1475-1476), olieverf, 115 cm x 65 (centraal paneel), 55,9 cm x 35 cm (links paneel), 56,8 cm x 35,6 cm (rechts paneel)
- Vergine Annunciata (1475-1476), olieverf, 42,5 cm x 32,8 cm
- Cristo morto sostenuto da tre angeli (1475-1476), olieverf op paneel, 145 cm x 85 cm
- Cristo in pietà e un angelo (1475-1478), olieverf op paneel, 74 cm x 51 cm
- Cristo alla colonna (1475-1479), olieverf, 29,8 cm x 21 cm
- Vergine Annunciata (1476), tempera en olieverf, 45 cm x 34,5 cm
- Ritratto d'uomo (1476), olieverf op paneel, 37,4 cm x 29,5 cm
- San Sebastiano (1476-1477), gemaroufleerd, van hout naar doek, 171 cm x 85,5 cm
- Madonna col Bambino (Madonna Benson) (1477-1479), tempera en olieverf, 58,9 cm x 43,7 cm
- Ritratto di giovane (1478), olieverf op paneel, 20,4 cm x 14,5 cm

## Galerij

Kruisiging van Christus
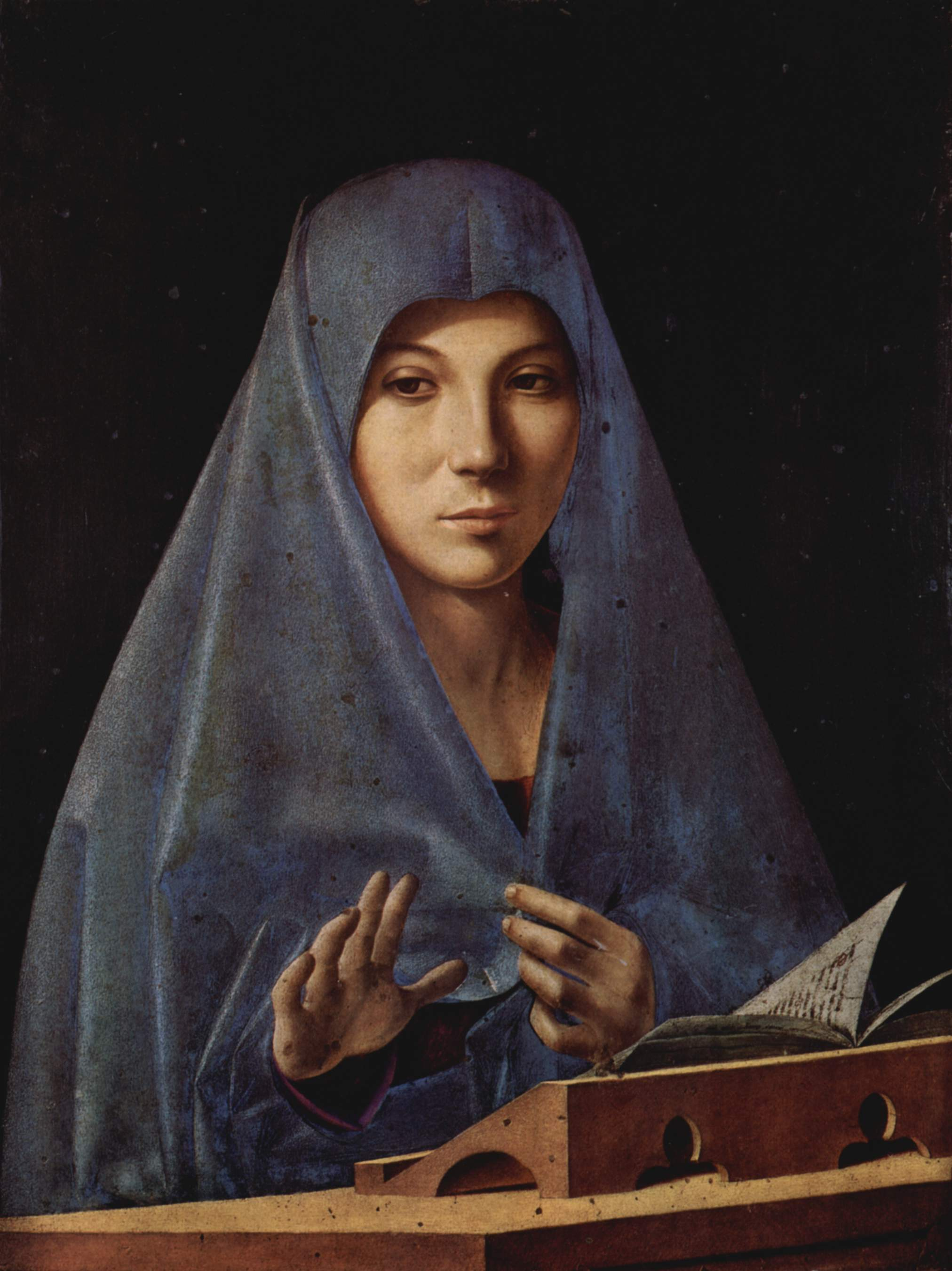
Annunciatie, 1475
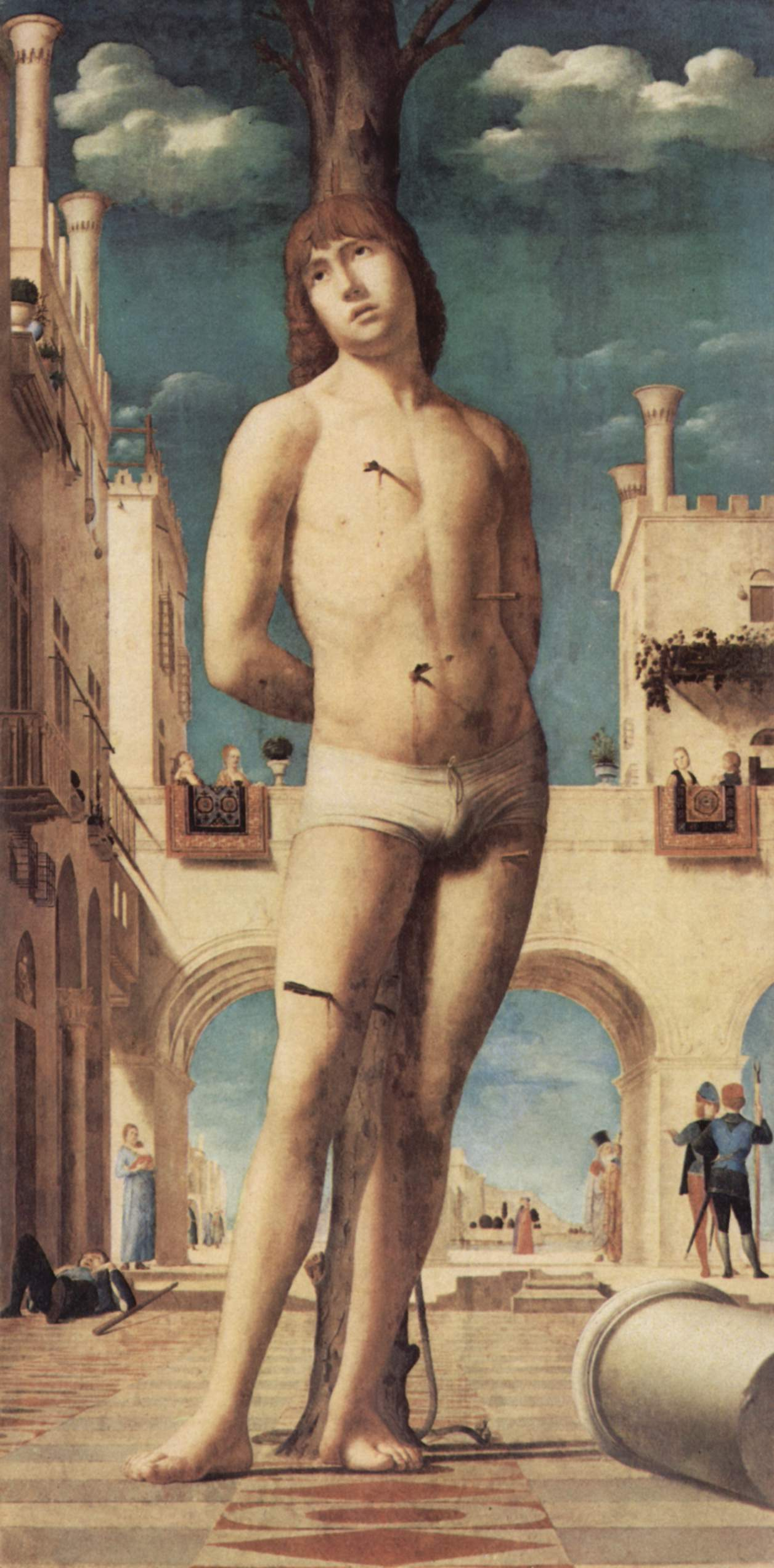
Heilige Sebastiaan, 1477